# Sympetrum maculatum
Sympetrum maculatum – gatunek ważki z rodziny ważkowatych (Libellulidae). Zamieszkuje Japonię – stwierdzono go na wyspie Honsiu; jedno stwierdzenie pochodzi z Sikoku, jednak albo jest ono wątpliwe, albo był to zabłąkany osobnik.
W 2020 roku takson ten w oparciu o porównanie morfologii został zsynonimizowany ze Sympetrum anomalum, opisanym w 1930 roku przez Needhama na podstawie pary okazów z muzeum w Nankin we wschodnich Chinach. Nie podano miejsca odłowu okazów, ale uznano, że były to Chiny. Fakt, że taksony te okazały się synonimami oznacza, że okazy muzealne z Nankin albo przywieziono z Japonii, albo że były to zabłąkane osobniki, które przyleciały do Chin przez Morze Wschodniochińskie.